# 眷村

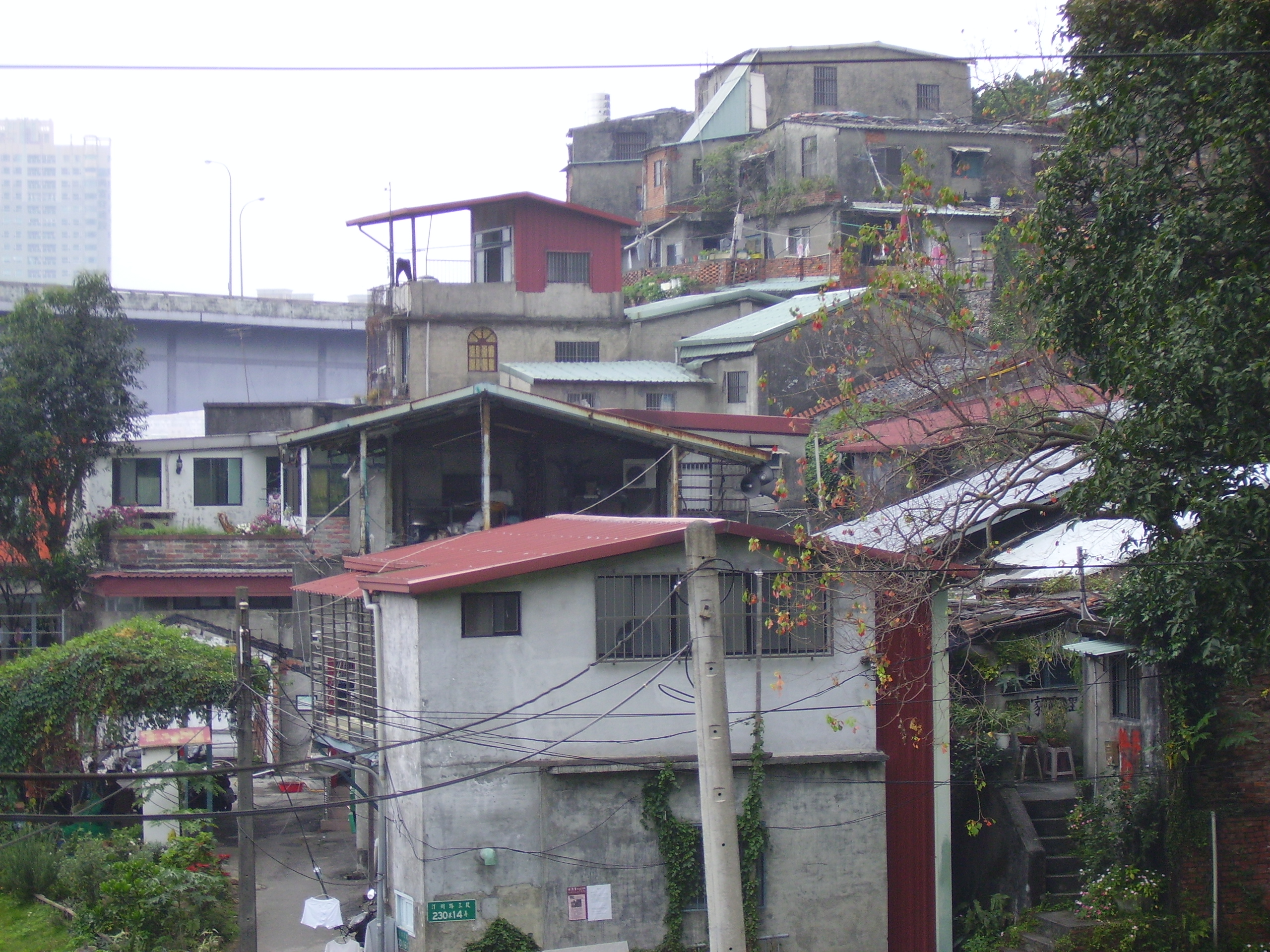
典型的な眷村（台北市宝蔵巖集落）

眷村（けんそん）は、台湾において外省人が居住する地区を示す名称。1949年から1960年代にかけ、国共内戦で大陸を失った国民政府により台湾への移住が行われた中華民国国軍とその家族60万名が建設した家屋が密集した地区が誕生し、既存の集落と区別されてこの名称が使用された。

## 背景
1949年、国共内戦に敗北した中国国民党は多くの政府官僚、公務員、軍人と関連住民に対し台湾移住政策を実施した。統計によれば1946年時点の台湾の人口は610万人であったのが、1950年には745万人に急増しており、その大部分はこの時期台湾に移住した、いわゆる「外省人」であったと推測される。急増した150万人以上の住居問題を解決するため、国民政府は住宅建設を進めると同時に、それらの移民が集団で生活できる地区を設定し、この政策により大都市では小規模移民村としての眷村が誕生した。
眷村の多くは日本統治時代の建築物を利用したため、日本統治時代に日本人が多く居住していた台北市、嘉義市、台南市、高雄市などに集中して成立した。また、軍事基地付近の新北市と桃園市等でも多い。

## 種類
面積がまちまちの家屋が立ち並び、外省籍の公務員、軍人及びその家族（眷属）が多く居住する地区を、「眷村」と称している。その種類は官僚、軍人、一般公務員、教師、地域の5種類に分類され、それぞれが属する政治的、経済的階級により無産権（不動産の権利が存在しない物件）による街並みが形成されている。日本統治時代の建築物を利用している場合もあるが、ほとんどの家屋は戦後急造されたものである。

## 特色
眷村は通常広大な面積に建設されているが、それはまた閉鎖的な社会であり独自の文化を有していた。現在でも眷村黒話と称される独自の言語用例が使用されるなど、台湾のサブカルチャーの一つとしても注目されている。
また、中国国民党は眷村を管轄する支部として、「黄國樑党部」および「黄復興党部」を設けている。また、親民党も同様に「甘泉党部」を設け、外省人が多い眷村での支持獲得を図っている。

## 現況
台湾各地の眷村が抱える諸問題：

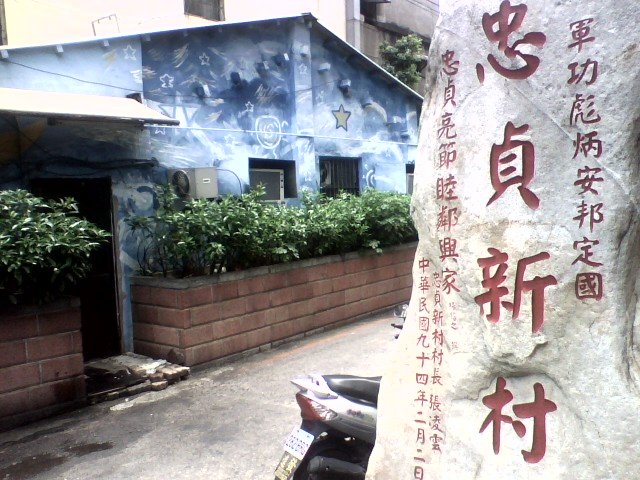
新竹市忠貞新村

1. 旧市街をそのまま利用しており都市計画を阻害している
2. 簡陋な構造のため、衛生環境、公共施設が未熟である
3. 人口減少により、治安の死角が発生している

このため1980年代より政府による改善事業が実施され、新に近代的な国宅大廈が建設され、居住環境の改善が実現している。台南市水交社等、一部の自治体では保存を行なっている地区もある。
2004年時点で、台湾には879ヶ所の眷村が存在し、最も多いのが桃園市の80ヶ所である。かつて国防部が管理する眷村は、約900ヶ所あり、数10万人の住民がいたとされたが、老朽化などによりマンションなどへの建て替えが進み、2015年には99パーセント減の9ヶ所、929戸まで減っている。

## 古跡となった眷村の例

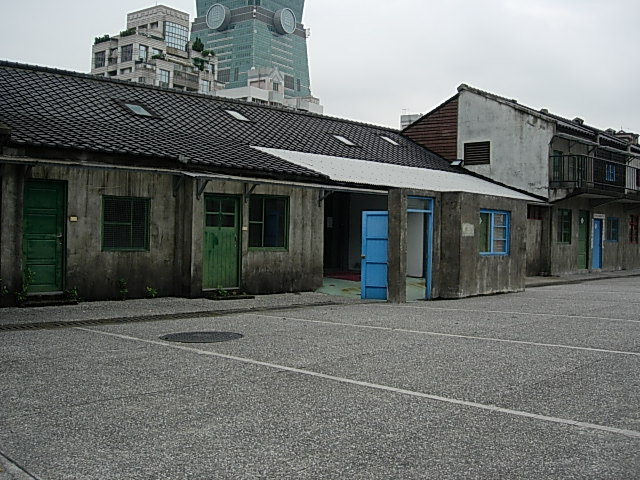
四四南村

- 台北市「四四南村」 - 大陸から逃れてきた聯勤44兵工廠の兵士たちとその家族が、日本陸軍が撤収したあとの倉庫を利用して居住した。台北101の裏手にあり、歴史的建造物として4棟が残されて整備され、眷村文物館やカフェなどに利用されている。
- 台北市「宝蔵巌集落（中国語版）」 - 宝蔵巌附近にあった日本軍の兵舎や施設跡をもとに、大陸から逃れてきた兵士や家族などが家を増築するなどして住みついた。不法建築やスラム化などが問題になり、取り壊して公園とする案が一旦は決定したが、住民や活動家らによる反対運動が起こり、歴史地区として保存されることになった。住民の老齢化によって空き家になったスペースを芸術家に貸し出す アーチスト・イン・レジデンスも実施されており、芸術村としての再生を図っている。[2][3][4]

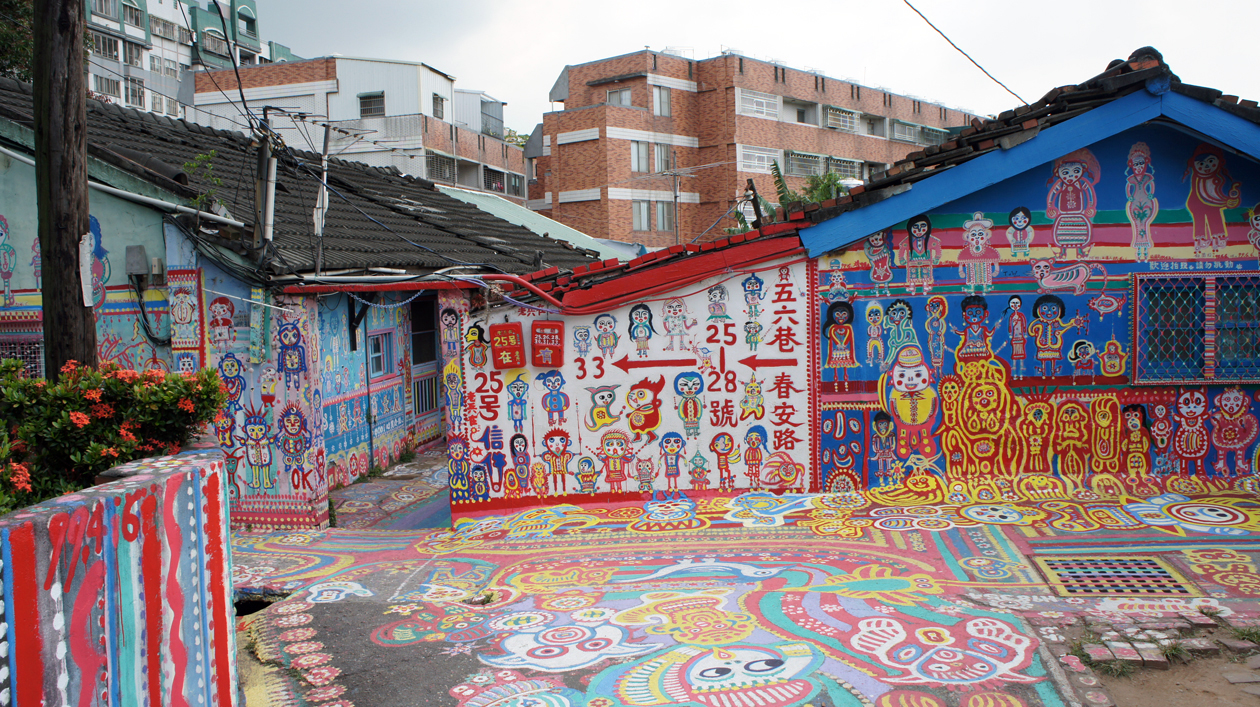
彩虹眷村・干城六村

- 台中市「彩虹眷村」 - 正式名称は干城六村。南屯区の長春エリアに隠れるように存在している。2008年8月、一人の住民が家屋の壁面にカラフルな絵を描き始めた。絵の範囲はどんどん拡がっていき、やがて路面も含めた付近一帯が絵で埋め尽くされた。この街区は台中市の再開発区指定区域だったが、この絵が評判となり、2010年に文化公園として保存されることが決まった。現在は観光地として知られている[5][6]。